# Флаг Первосинюхинского сельского поселения
Флаг муниципального образования Первосиню́хинское сельское поселение Лабинского района Краснодарского края Российской Федерации — опознавательно-правовой знак, служащий официальным символом муниципального образования.
Ныне действующий флаг утверждён 21 мая 2008 года и внесён в Государственный геральдический регистр Российской Федерации с присвоением регистрационного номера 4173.

## Описание
«Прямоугольное полотнище с отношением ширины к длине 2:3, состоящее из четырёх горизонтальных полос, соотносящихся как 2:1:2:19, сверху вниз: синего, белого, зелёного и жёлтого цветов; на жёлтой полосе — диагональная расширяющаяся (сверху у древка вниз против древка) полоса; в углах жёлтой полосы: у древка — цветок о пяти лепестках синего цвета с серединой белого цвета, против древка — фигура зелёного, образованная сквозным ромбом и продетым сквозь него диагональным крестом с шаром в каждом из четырёх отверстий».

## Обоснование символики
Флаг языком символов и аллегорий отражает исторические, культурные и экономические особенности сельского поселения.
Синий цветок и косой клин в жёлтом поле являются гласными элементами флага поселения, которые аллегорически указывают на реку Синюха, получившей своё наименование от синих цветов травы растущей вдоль реки.
Хутор, а затем и всё поселение было названо Первосинюхинским из-за того, что расположено вдоль этой реки.
Синий цвет (лазурь) символизирует чистое небо, реку, честь, искренность, добродетель, возвышенные устремления.
Зелёная, белая и синяя полосы, символизируют горные вершины Кавказа, у подножия которого расположено поселение.
Древнеславянский знак засеянного поля, образованный фигурой из переплетённых сквозного ромба и узкого Андреевского креста, с шаром в каждом из четырёх отверстий, символизирует надежду на хороший урожай и достаток.
Жёлтый цвет (золото) аллегорично показывает неисчерпаемое богатство полей поселения, выращивание кубанского золота — хлеба.